# Phaeogenes laevigatus
Phaeogenes laevigatus là một loài tò vò trong họ Ichneumonidae.